# Les Garnements
Pour plus de détails, voir Fiche technique et Distribution.
Les Garnements (en russe : Пацаны, Patsany) est un drame soviétique, réalisé par Dinara Assanova en 1983, produit par la société de production cinématographique Lenfilm.

## Fiche technique
- Titre : Les Garnements
- Titre original : Пацаны (Patsany)
- Réalisation : Dinara Assanova
- Scénario : Youri Klepikov (ru)
- Photographie : Youri Veksler (ru)
- Compositeur : Victor Kissine, Vitali Tchernitski
- Son : Aliakper Gasan-Zade (ru)
- Décors : Vladimir Svetozarov, Natalia Vassilieva
- Caméra : Samoel Katzev
- Montage : Tamara Lipartiïa
- Production : Lenfilm
- Genre : Drame
- Langue : russe
- Durée : 97 min.
- Pays : URSS
- Sortie : 1983

## Distribution
- Valeri Priomykhov  : Pavel Antonov
- Andreï Zykov : Vova Kireev
- Olga Machnaïa : Margo, la sœur de Vova
- Sergueî Noumov : Sacha Beloussov
- Evgueni Nikitine : Oleg Kourennoy
- Oleg Khorev : Andreï Zaitsev
- Alexandre Sovkov : Roublev
- Alexeï Polouïan : Sinitsyne
- Victor Mikheïev : chef des Slaves
- Youlian Grouzdev : chef des Avant-garde
- Vladimir Goussev : chef des Spartiates
- Boris Arakelov : Sergueï Grigorievitch
- Ekaterina Vassilieva : mère de Zaïtsev
- Zinovy Gerdt : assesseur au tribunal
- Valeri Kravtchenko : père de Sinitsyne
- Sergueï Lossev : Vassili Vassilievitch
- Marina Levtova : amie de Kostia
- Loubov Malinovskaïa :
- Youri Moroz : Kostia